# Sepmeries
Sepmeries é uma comuna francesa na região administrativa de Altos da França, no departamento do Norte. Estende-se por uma área de 5.99 km². Em 2010 a comuna tinha 664 habitantes (densidade: 110,9 hab./km²).